# Тею (Арджеш)
Тею (рум. Teiu) — село у повіті Арджеш в Румунії. Входить до складу комуни Тею.
Село розташоване на відстані 80 км на захід від Бухареста, 30 км на південний схід від Пітешть, 110 км на схід від Крайови, 117 км на південь від Брашова.

## Населення
За даними перепису населення 2002 року у селі проживали 1556 осіб, з них 1552 особи (99,7%) румунів. Рідною мовою 1555 осіб (99,9%) назвали румунську.